# Sebastián Simonet
Sebastián Simonet (Vicente López, 12 de maio de 1986) é um handebolista profissional argentino, medalha de ouro nos Jogos Pan Americanos de Guadalajara 2011.